# HOP!
HOP! — французская региональная авиакомпания, базирующаяся в парижском аэропорту Орли. Является дочерней компанией Air France. Входит в группу Air France-KLM.
Штаб-квартира авиакомпании расположена в коммуне Рюнжи, во Франции.

## История
Авиакомпания HOP! была создана 31 марта 2013 года путём слияния трех региональных авиаперевозчиков Франции, контролируемых Air France: Airlinair, Régional и Brit Air. Как сообщается самим руководством Air France это решение было принято в связи высоким ростом конкуренции в сфере региональных перевозок во Франции.
В 2014 году Air France с целью сокращения издержек объявила о масштабной реструктуризации своей маршрутной сети на коротких и среднемагистральных маршрутах, в результате чего рейсы на таких направлениях авиакомпания передаст своим бюджетным подразделениям HOP! и Transavia France начиная с 2015 года. В этой связи возможно и существенное снижение уровня обслуживания при перелёте.

## Маршрутная сеть
Основными хабами авиакомпании HOP! являются аэропорты Париж-Орли, Париж—Шарль-де-Голль а также лионский аэропорт Лион-Сент-Экзюпери, откуда HOP! выполняет регулярные рейсы по всей Франции и в города Великобритании, Германии, Бельгии, Испании, Швеции, Норвегии, Хорватии.

## Флот

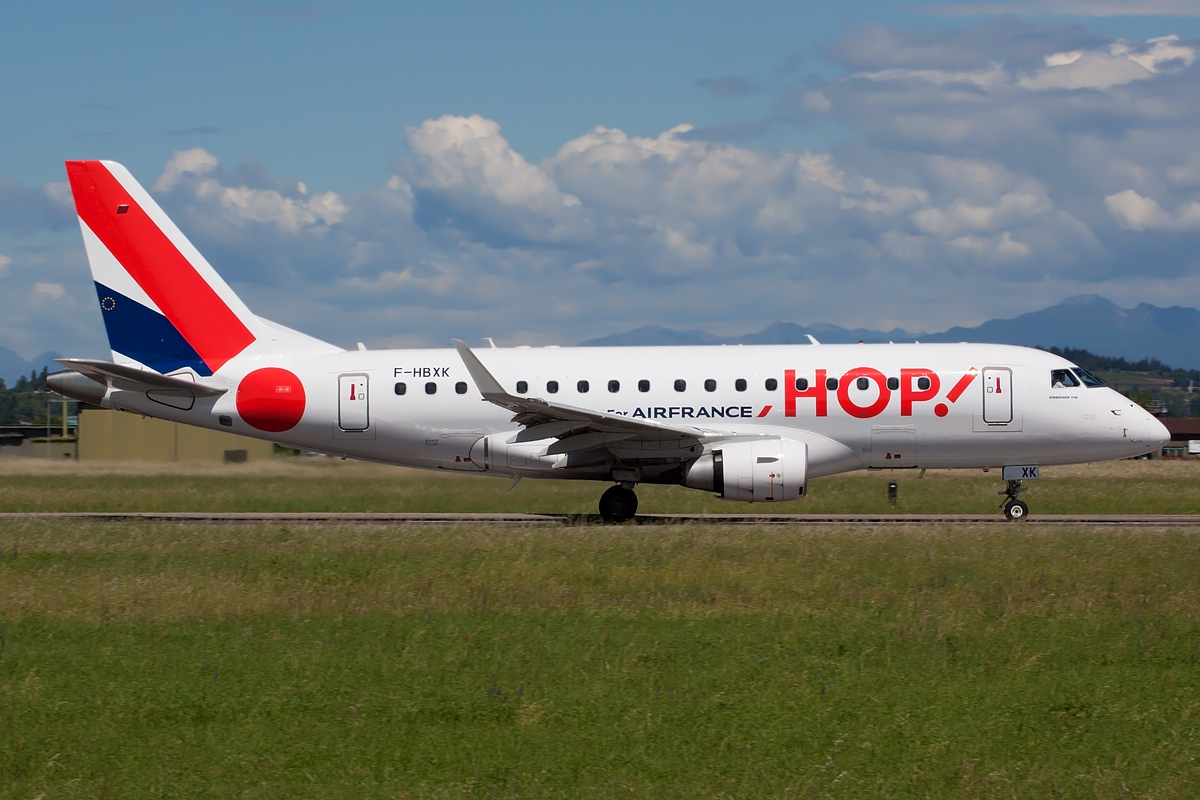
Embraer 170 в аэропорту Вероны

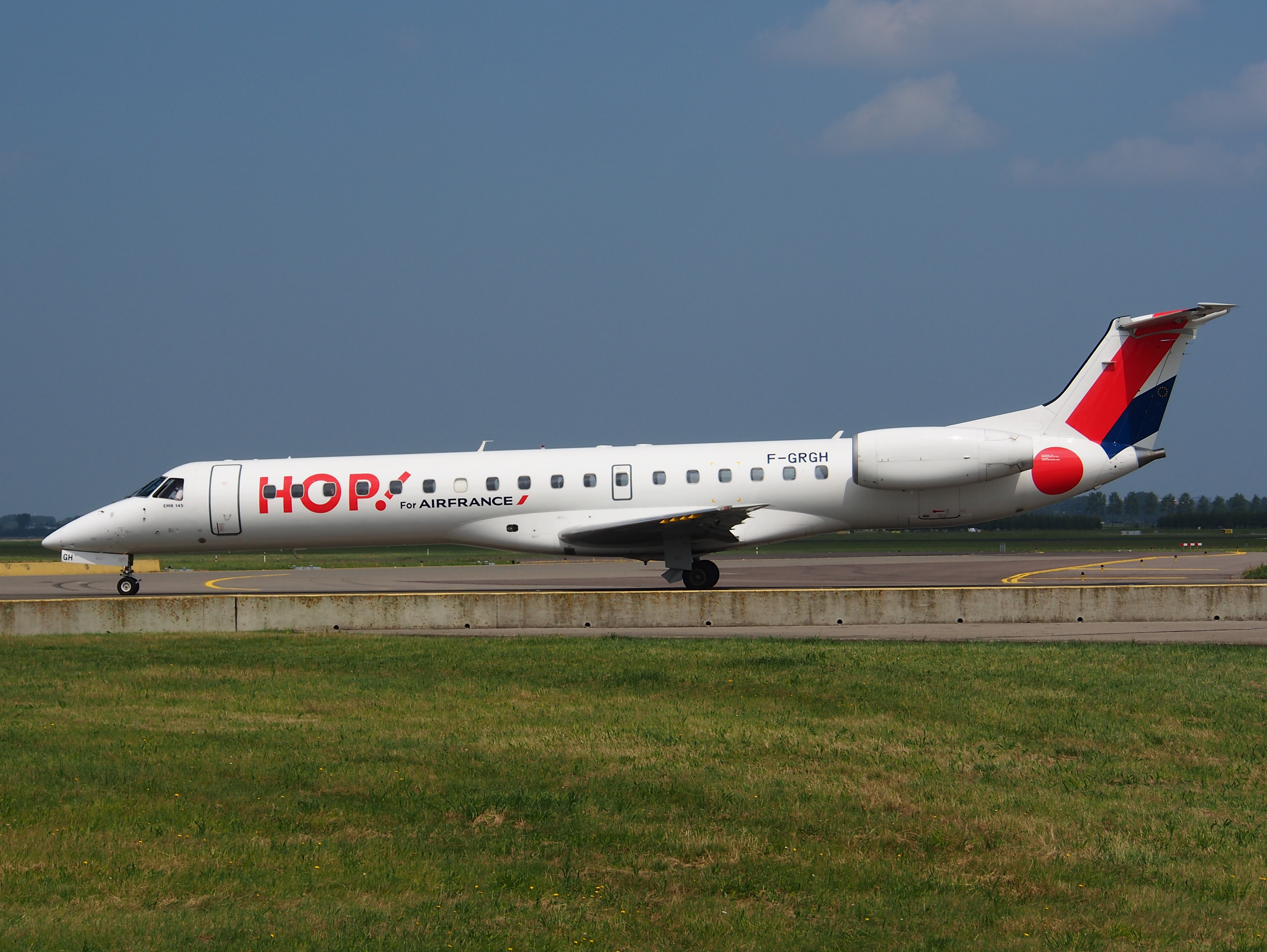
Embraer ERJ-145 авиакомпании HOP!

В июле 2021 года флот HOP состоял из 52 самолетов, средний возраст которых 11,5 лет:
Все самолёты авиакомпании в одноклассной компоновке экономического класса.